# Le Mystère du tramway hanté
Le Mystère du tramway hanté (titre original : The Haunting of Tram Car 015) un roman court de fantasy et de fantastique écrit par P. Djèlí Clark et paru en 2019 aux éditions Tor.com puis traduit en français et publié aux éditions L'Atalante en 2021. Il est la deuxième œuvre de la série Ministère égyptien de l'Alchimie, des Enchantements et des Entités surnaturelles.
Le Mystère du tramway hanté a été nommé au prix Hugo du meilleur roman court 2020, au prix Nebula du meilleur roman court 2019 et au prix Locus du meilleur roman court 2020.

## Résumé
Le Caire, 1912. Hamed Nasr et Onsi Youssef sont des agents du ministère égyptien de l'Alchimie, des Enchantements et des Entités surnaturelles. Hamed, âgé de vingt-quatre ans, est un enquêteur expérimenté alors qu'Oni, de quatre années plus jeune, est une  nouvelle recrue. Ils viennent d'être appelés par le surintendant Bashir du Bureau des Transports car une rame du tramway aérien du Caire est hantée. Après avoir constaté de visu qu'une présence surnaturelle est bien localisée dans la rame 015, les deux hommes s'accordent sur le fait qu'il doit s'agir d'un djinn. Le procédure dans ce cas est de demander contre une forte rétribution la participation d'un djinn majeur afin qu'il serve d'intermédiaire avec le djinn fautif et le convainque de quitter le lieu qu'il hante. Mais le Bureau des Transports refuse de payer une telle somme et explique que le tramway est un bien commun et que les coûts associés à sa sécurisation doivent faire l'objet d'un financement interne du ministère de tutelle des deux agents.
Hamed et Onsi cherchent un moyen de résoudre leur affaire sans faire appel à un djinn majeur afin de ne pas grever leur budget de fonctionnement. Ils s'arrêtent prendre un repas dans un restaurant nubien du centre du Caire qu'Hamed apprécie beaucoup, le Makka. Alors qu'ils évoquent leur enquête, la serveuse du restaurant, prénommée Abla et parfois surnommée Siti, n'ayant pas pu s'empêcher d'entendre les propos des deux hommes, leur propose d'utiliser le rituel du Zâr. Les deux hommes connaissent cette cérémonie censée soigner les affections causées par des djinns mineurs, même si elle n'a pas les faveurs du ministère. N'ayant pas d'autres idées, ils acceptent l'aide d'Abla, qui leur fournit le nom et l'adresse d'une cheikha qu'elle connait et qui pourrait réaliser ce rituel.
Les deux agents du ministère rendent visite à la cheikha Nadiyaa et la convainque d'effectuer le rituel du Zâr dans la rame 015. Le lendemain, la cérémonie a lieu et elle aboutit à ce que l'esprit hantant la rame s'incarne en une fillette fantomatique d'apparence inoffensive puis en une bête monstrueuse ressemblant à une harpie qui les attaque immédiatement. Tous les participants parviennent à fuir sans qu'il y ait de blessé. La cheikha Nadiyaa leur affirme ensuite qu'il ne s'agit pas d'un djinn et qu'elle pensait que la créature s'exprimait dans un dialecte turc. Mais les connaissances en langues étrangères d'Onsi lui permettent de détecter plutôt une variante d'arménien classique ou archaïque. Cette trouvaille permet à Hamed de comprendre le lien qui unit le surintendant Bashir, qui offre à tour de bras des sudjukh, une confiserie arménienne, et cette créature qui hante la rame 015 : Bashir approvisionne la vieille ville en pâtisseries et confiseries illégalement importées d’Arménie en se servant de la rame 015. Mais un esprit arménien a été embarqué avec les marchandises. Or l'importation d'entités surnaturelles non enregistrées sur le territoire égyptien est passible d'une lourde peine et Bashir a tenté de faire régler le problème par Hamed et Onsi sans leur avoir dévoilé l'origine du problème. Les deux hommes acceptent de ne pas dénoncer le surintendant si celui-ci arrête immédiatement son trafic et accepte de régler à la cheikha Nadiyaa les frais du rituel du Zâr.
Hamed et Onsi retournent au Makka et font un compte-rendu des évènements à Abla. Celle-ci leur conseille de se rendre au magasin de poupées tenu par madame Mariam. Cette dernière leur dévoile qu'ils sont confrontés à un al, une créature vivant dans les cours d'eau et les montagnes d'Arménie et qui ne s'attaque qu'aux femmes… pour leur voler leurs bébés. Mariam affirme qu'un objet tranchant ou pointu en fer permet une fois planté dans l'al de l'obliger à obéir. Les deux agents se déguisent alors en femmes enceintes et se rendent à nouveau dans la rame 015, munis d'une dague en fer prêtée par Abla. Après quelques péripéties, Hamed réussit à planter la dague dans l'al et à s'en débarrasser.
Le soir venu, dans son bureau au ministère, Hamed est en train de rédiger son rapport quand l'agent Fatma el-Sha’arawi arrive. Hamed lui raconte comment avec Onsi ils sont arrivés à se débarrasser d'un al tandis que Fatma lui narre les évènements de L'Étrange Affaire du djinn du Caire.